# Chantal Manès-Bonnisseau
Pour les articles homonymes, voir Manès.
Chantal Manès-Bonnisseau, née en 1958 à La Réunion, est une femme de la haute fonction publique française. Elle est nommée rectrice de l'académie de La Réunion du 29 juillet 2020 au 31 juillet 2023, remplacée par Pierre-François Mourier.

## Biographie
Chantal Manès-Bonnisseau grandit dans le quartier de La Montagne à Saint-Denis. Son père est l'écrivain Gilbert Manès.
Elle est diplômée de l'École normale supérieure de Fontenay-aux-Roses, agrégée d'anglais et titulaire d'un DEA de littérature anglophone. Après une expérience professionnelle de cheffe d'entreprise pendant 6 ans, elle devient enseignante d'anglais en 1998, puis inspectrice pédagogique régionale d'anglais en 2005. Elle est cheffe du service de coopération universitaire, éducative, et linguistique à l'ambassade de France à Washington en 2005 avant de redevenir sous-directrice des affaires européennes et multilatérales au ministère de l'Éducation nationale. Elle est inspectrice générale depuis février 2012.
Chantal Manès-Bonnisseau est nommée rectrice le 29 juillet 2020 à la tête de l'académie de La Réunion. Son prédécesseur, Vêlayoudom Marimoutou, était le premier Réunionnais à occuper le poste de recteur sur l'île. Elle est donc la deuxième personne réunionnaise à devenir recteur et première femme réunionnaise rectrice de La Réunion.

## Décorations
- Chevalier de la Légion d'honneur (nommée en 2019)
- Commandeur de l'ordre national du Mérite
- Commandeur de l'ordre des Palmes académiques (2020) de droit en tant que rectrice d'académie[4],[5].